# Günther Huber (Bobfahrer)
Günther Huber (* 20. Oktober 1965 in Bruneck) ist ein ehemaliger italienischer Bobfahrer.
Günther Huber entstammt einer sportbegeisterten Familie aus Bruneck in Südtirol; seine Brüder Norbert Huber  und Wilfried Huber gewannen Medaillen im Rodeln bei den Olympischen Spielen in Albertville und Lillehammer.
Als Bobpilot gewann er bei den Olympischen Spielen 1994 in Lillehammer mit Bremser Stefano Ticci die Bronzemedaille im Zweierbob hinter den beiden Bobs aus der Schweiz. Seinen größten Erfolg feierte er 1998 bei den Olympischen Spielen in Nagano; zusammen mit Bremser Antonio Tartaglia gewann er die Goldmedaille im Zweierbob zeitgleich mit dem kanadischen Bob von Pierre Lueders / David Mac Eachern (beider Zeit: 3:37.24).
Bei den Weltmeisterschaften im Zweierbob gewann Günther Huber 1997 mit Antonio Tartaglia die Silbermedaille, 1999 gewann er Gold. Daneben wurde Günther Huber 3-mal Welt-Cup-Sieger.